# Gwen Crellin
Gwen Crellin (Isola di Man, giugno 1917 – Isola di Man, 9 dicembre 2007) è stata un commissario di gara britannica, fondatrice della TT (Tourist Trophy) Marshal Association e marshal essa stessa per 46 anni.
Celebre come "la Dama bianca" (in inglese: "Lady in White") del Tourist Trophy, per il candore della sua divisa da marshal, è diventata negli anni uno dei personaggi simbolo del TT. Abitava sull'Isola di Man, in un cottage chiamata Coan Buigh, situato sul percorso del TT poco dopo il salto di Ballaugh's Bridge. A soprannominarla "Dama bianca" fu Giacomo Agostini.
La leggenda vuole che i concorrenti che la salutavano finissero il giro senza incappare in incidenti o contrattempi. Molti piloti, per rispetto o per scaramanzia, passavano a salutarla prima delle prove o le dedicavano un cenno nel passaggio davanti a casa sua, che lei ricambiava mostrando una lavagnetta con scritto "Good luck".